# Мелница „Алатини“
Мелницата „Алатини“ (на гръцки: Μύλοι Αλλατίνι) е бивше голямо предприятие в Солун, Гърция, разположено край квартала Каламария.

## История
В XIX век основателят на рода Алатини Моисей Алатини има валцова мелница и се занимава с керамика. Първата парна мелница е построена в Солун през 1854 година от Дарбле де Корбле в сътрудничество с братя Алатини. През 1883 година мелницата е поета от братята Алатини, които купуват акциите на Дарбли и Модиано и основават компанията „Фратели Алатини“.
Основната пететажна сграда на фабриката е по проект на Виталиано Позели и е построена 1898 година, след като предходната изгаря при пожар. Комплексът включва административната сграда, складове, хладилна зона и сградата на валцовата мелница с котелното, магазинът за машини и комин. В 1907 година във фабриката са преработени 32 900 000 килограма жито. Мелницата към края на XIX век е най-голямата в Източна Европа, като в нея работят 250 души и тя произвежда 80 000 оки брашно на ден.
В 1913 година семейство Алатини продава имотите си и се мести в Ливорно. Космас Панутосос, вносител на зърно, купува мелницата в 1926 година и успява да удвои капацитета ѝ и да я превърне в най-голямата на Балканите. Сградата пострадва от пожар, но отново отваря врати в 1939 година. Трети пожар в 1950 година до голяма степен унищожава централната мелница. Тя е възстановена, но възможностите ѝ вече са ограничени. През 80-те години комплексът затваря врати.
Към началото на XXI век фабриката и прилежащата ѝ територия са изоставени. Определена е за паметник с историческо значение и има множество планове за реставрирането ѝ. Новите индустриални сгради на компания Алатини се намират в Текелиево.

## Архитектура
Основната сграда е пететажна, продълговата, правоъгълна постройка и нейните фасади са организирани в три хоризонтални зони. Характеризира се с абсолютна симетрия в отворите както по хоризонталната, така и по вертикалната си ос. На фасадата има разделение на пет основни части, симетрични на централната ос, които са разделени с вертикални декоративни ивици от червени тухли. Спомагателните сгради следват строителните стандарти на индустриалните сгради от онова време. Сградата е претърпява няколко съществени изменения като унищожаването на някои тухлени декорации от пожар, а петият етаж е изцяло възстановен.
Административната сграда е триетажна с полусутерен. Тя показва абсолютна симетрия по отношение на своите оси и е еклектична с неокласически и барокови декоративни елементи. Централната ос е подчертана от много лек издатък, както и от присъствието на централната врата с врата, облицована с бял мрамор. Над главния вход има полукръгъл прозорец. Интериорът е светъл, тъй като на гърба на сградата има врата, с мраморна преграда и полукръгъл прозорец. Характерно е отсъствието на балкони - има само един балкон, на първия етаж отзад. Балконът се поддържа от великолепни ковани косници и е украсен с ковани парапети.